# Roulette/My Love Has No Time
Roulette/My Love Has No Time è stato il sesto singolo della cantante Jo Squillo, pubblicato nel 1985 su 45 giri a 7", e anche in versione remix a 12". Il singolo contiene due tracce, di cui la prima Roulette e la seconda My Love Has No Time, entrambe composte nella musica da Gianni Muciaccia e nella parte letteraria dalla stessa Jo Squillo, registrata alla Siae col vero nome di Giovanna Coletti.
Segue il filone italo disco del precedente singolo I Love Muchacha/Bizarre (1984).
Il brano Roulette è stato presentato al Festivalbar 1985.

## Tracce
1. Roulette – 4:19
2. My Love Has No Time – 4:48

Durata totale: 9:07

### Versione remix
1. Roulette – 6:54
2. My Love Has No Time – 6:00

Durata totale: 12:54